# Astylopogon catharinae
Astylopogon catharinae är en tvåvingeart som beskrevs av de Meijere 1913. Astylopogon catharinae ingår i släktet Astylopogon och familjen rovflugor. Inga underarter finns listade i Catalogue of Life.